# Le Martyre de sainte Barbara
Le Martyre de sainte Barbara est une peinture du début du XVIe siècle, réalisée vers 1510 par l'artiste allemand de la Renaissance Lucas Cranach l'Ancien. Il fait partie de la collection du Metropolitan Museum of Art de New York.

## Description
L'œuvre représente le martyre de sainte Barbara, une princesse grecque qui a été exécutée par son père païen Dioscorus à la demande d'officiels romains ; l'exécution était l'aboutissement des représailles envers Barbara qui refusait de renoncer à sa foi chrétienne.